# 酒井康行
酒井 康行（さかい やすゆき、1965年1月5日 - ）は、日本の俳優。石川県金沢市出身。武蔵野美術大学卒業。身長183cm。血液型O型。舞夢プロ所属。日本新劇俳優協会理事。

## 来歴・人物
高校生時代に文化放送系『青春キャンパス』の「第7期北陸放送キャンパススタッフ」として活動する。
美大卒業時、「就職活動のつもりで」受けたオーディションで最初の所属事務所に入る。その後12年間、劇団東京シアターカンパニーに所属し、平井雅士に師事、2002年に退団。作家、秦建日子の主宰する演劇ワークショップTAKE1の1期生。オフィス・アートプラン製作の舞台作品「ミュージカル・ファイブ」には、天使役として2002年の初演時より2013年まで参加、メンバーチェンジを繰り返した中で、ただ一人の初演メンバーであった。

## 作品

### テレビドラマ
- 木曜ゴールデンドラマ「鉄窓の中の女教師2」（1990年8月30日、読売テレビ）- 山根役
- ドンウォリー! 第1話〜第4話（1998年4月 - 5月、フジテレビ）- テレビの男役
- スーパーテレビ特別版「戦後最大の疑獄事件 ロッキード事件〜その真実とは〜」（2003年、日本テレビ）- 東京地検特捜部検事・小木曽国隆役
- ごくせん 第10話（2008年6月21日、日本テレビ）- 開徳高校教師役
- ロト6で3億2千万円当てた男 第3話（2008年7月18日、ABC・テレビ朝日）- 高級スーツ店店員役
- 月の恋人〜Moon Lovers〜 最終話（2010年7月5日、フジテレビ）- 町営ホール職員役
- 宮部みゆき・4週連続 “極上”ミステリー 第一夜 理由（2012年5月7日、TBS）- 捜査員役
- 相棒 season11 第8話「棋風」（2012年12月5日、テレビ朝日）- 田辺龍馬役
- 大河ドラマ「八重の桜」第5回「松陰の遺言」（2013年2月3日、NHK）- 評定所役人役
- 土曜ワイド劇場『救急救命士・牧田さおり』第9作「刑務所に緊急出動！死亡率50%の脱走犯の狙いとは？」（2013年2月23日、テレビ朝日）- 刑務所勤務医役
- DOCTORS〜最強の名医〜 第2シリーズ 第2話（2013年7月18日、テレビ朝日）- 田村拓人役
- Oh,My Dad!! 第6話 - 第7話（2013年8月15日 - 22日、フジテレビ）- 中野弁護士役
- Dr.DMAT 第1話、第10話（2014年1月9日、3月13日、TBS）- 医師役
- アリスの棘 第4話（2014年5月2日、TBS）- 医師役
- 喰う寝るふたり 住むふたり（2014年5月6日 、NHK BSプレミアム）- 部長役
- 金曜ナイトドラマ「死神くん」第8話（2014年6月13日、テレビ朝日）- 医師役
- 土曜ドラマ「ダークスーツ」第2回（2014年11月29日、NHK）- 営業管理部課長役
- 月曜ゴールデン「縁側刑事・弐〜銃の重さ〜」（2015年4月27日、TBS）- 医師役
- ど根性ガエル 第1話（2015年7月11日、日本テレビ）- テレビの司会者役
- THE LAST COP epsode.5（2015年7月17日、日本テレビ×hulu）- 医師役
- ドラマスペシャル「緊急取調室」（2015年9月27日、テレビ朝日）- 鑑識官役
- ドラマ特別企画「図書館戦争〜BOOK OF MEMORIES」（2015年10月5日、TBS）- メディア良化隊員役
- 金曜ドラマ「わたしを離さないで」第9話（2016年3月11日、TBS）- 神川博士役
- 金曜ナイトドラマ「不機嫌な果実」最終話（2016年6月10日、テレビ朝日）- 医師役
- 日曜ドラマ「レンタル救世主」第9話（2016年12月4日、日本テレビ）- 医師役
- 木曜ドラマ「緊急取調室」第3話、第8話（2017年5月4日、6月8日、テレビ朝日）- 鑑識・目黒役
- 金曜ナイトドラマ「女囚セブン」第6話（2017年5月26日、テレビ朝日）- リポーター役
- 警視庁ゼロ係〜SECOND SEASON〜 第2話（2017年7月28日、テレビ東京）- ゴルフ教官役
- 連続テレビ小説「半分、青い。」第104回（2018年7月31日、NHK）- 耳鼻科医師役
- 月曜名作劇場「税務調査官・窓際太郎の事件簿34」（2018年8月6日、TBS）- 京都国税局総務部長・谷口重信役
- あなたの番です「扉の向こう」番外編 過去の扉 前編（2019年9月8日配信、hulu）- 医師役
- シンドラ「やめるときも、すこやかなるときも」第2話（2020年1月27日 、日本テレビ）- 医師 浅野役
- 大河ドラマ「麒麟がくる」第6回「三好長慶襲撃計画」(2020年2月23日、NHK）- 公家役
- 水曜ドラマ「私たちはどうかしている」最終話（2020年9月30日、日本テレビ）- 訪問医役
- 実録ドラマ 3つの取調室 〜埼玉愛犬家連続殺人事件〜（2020年10月4日、フジテレビ）- 弁護士 残間智文役
- WOWOWオリジナルドラマ「文豪少年!〜ジャニーズJr.で名作を読み解いた〜」（2021年4月25日、WOWOW）- 高級車の運転手役
- ドラマイズム「REAL⇔FAKE 2nd Stage」（2021年6月16日 - 7月7日、MBS）- 神代英樹役
- 真犯人フラグ 第10話（2021年12月19日、日本テレビ） - 大村医師 役
- 「罠の戦争」第1話（2023年1月16日、関西テレビ） - 議員役
- 「リバーサルオーケストラ」第4話（2023年2月1日、日本テレビ） - 医師役
- 「忍者に結婚は難しい」第5話（2023年2月2日、フジテレビ） - 医師役
- 連続テレビ小説「らんまん」第28回、第89回（2023年5月10日、8月3日、NHK）- 医者 役
- ドラマイズム「DIY!! -どぅー・いっと・ゆあせるふ-」第4話（2023年7月26日、MBS・TBS） - くれいの父 役
- 「うちの弁護士は手がかかる」第3話（2023年10月27日、フジテレビ）- 裁判長役
- 夜ドラ「VRおじさんの初恋」第8回、第12回、第13回、第16回、第20回（2024年4月11日 - 5月2日、NHK）- 穂波の主治医 役
- 「人事の人見」第10話（2025年6月10日、フジテレビ）- 部長役[3]
- 「夫よ、死んでくれないか」第11話（2025年6月16日、テレビ東京） - 弁護士 役[4]

### 配信ドラマ
- 「リベンジ！清掃員CEO・咲」（2024年、ShortMax）[5]- 校長先生役
- 「その離婚ちょっと待った！お嬢さま」（2024年、ShortMax）[6] - オークション司会者役
- 「生まれ変わった運命の人に」（2024年、ShortMax）[7] - 桐ヶ谷哲也役
- 「HEART ATTACK」第7話（2025年3月、FOD）[8]- 人権派議員役
- 「恋は闇」Huluオリジナルストーリー第2話（2025年6月18日配信開始、Hulu）[9]- 裁判長役

### 映画
- ギャッピー ぼくらはこの夏ネクタイをする！（1990年、磯村一路監督）- 東大生役
- 六本木フェイク 傷だらけの天使たち（1997年、出馬康成監督）- 恭司役
- シン・ゴジラ（2016年、庵野秀明総監督）[10]- 国土交通省道路局長役
- 去年の冬、きみと別れ（2018年、瀧本智行監督）- 検事役
- 検察側の罪人（2018年、原田眞人監督）- 捜査会議理事官役
- 思い、思われ、ふり、ふられ（2020年、三木孝浩監督）- 和臣の父役（声の出演）
- いのちの停車場（2021年、成島出監督）- 理学療法士役
- TOKYO, I LOVE YOU（2023年、中島央監督）- 保険会社・小浜役
- 沖縄狂想曲（2024年、太田隆文監督）[11]- 声の出演

### オリジナルビデオ
- バトルハッスル（2010年倉田プロモーション、浅井宏樹監督）- 川上弁護士役

### ナレーション
- 「アリスの棘」スポット、ナビ番組（2014年、TBS）
- 「このミステリーがすごい! ベストセラー作家からの挑戦状」スポット、アバン（2014年、TBS）
- 「ナポレオンの村」Web限定スポット（2015年、TBS）
- 「砂の塔〜知りすぎた隣人」第1話スポット（2016年、TBS）
- 「3つの取調室」スポット（2020年、フジテレビ）

### ミュージックビデオ
- 森高千里「気分爽快」（1994年）
- 遊助「檸檬」（2013年）

### 舞台
- 「野外音楽群集劇・斎王夢語」（1993年9月）- 大津皇子役
- 「毛皮のマリー」（1994年10月〜11月、1996年1月〜2月、PARCO劇場）- 美女の亡霊役
- 「フランダースの犬」（1995年1〜2月、5月、藤城清治とジュヌ・パントル公演）
- 「フォスター物語」（1995年11月〜1996年9月、劇団東少公演）
- 「幻影のムーランルージュ」（1995年9月、1998年10月、ピープルシアター公演）
- 「マルコポーロの冒険」（1997年9月〜1999年8月、劇団エンゼル公演）
- 「説経節・山せう太夫」（2001年8月、群「と・ま・ん」公演）- 厨子王役
- 「ミュージカル・ファイブ」（2002年8月〜、オフィス・アートプラン）- 天使役
- 「地図 〜朝焼けに君をつれて〜」（2004年3月）- 所長役
- 「カリフォルニア・ドリーミン」（2007年4月〜2008年7月、2011年7月劇団鳥獣戯画公演）
- 「心に太陽を持て 〜ミレーの発奮〜」（2007年6月〜2008年6月、劇団道公演）
- 「きみはしっている／だれもいない」（2008年7月〜2009年11月、オフィス・アートプラン）
- 「人心(ヒトゴコロ)」（2009年7月、東京マハロ公演）
- 「喜劇「婚活・混活・困活」（2011年3月、アクターズスタジオ櫻会公演）
- 「怪しの雨」（2018年3月、IN EASY MOTION公演）

#### 劇団所属時の公演
- 「踊子」（1992年2月）
- 「キューポラのある街」（1992年8月、1993年6月、2001年10月、2002年10月）
- 「イルクーツク物語」（1993年4月）
- 「わが町」（1993年11月、1999年3月）
- 「壊れた風景」（1996年5月）
- 「ブロークン・ジャパニーズ」（1997年12月）
- 「お月さまへようこそ」（1998年12月）
- 「七本の色鉛筆」（1999年10月）

### CM
- 朝日新聞（1993年）
- 全労済「こくみん共済」（1995年）
- セントラルファイナンス（1998年）
- UBSウォーバーグ証券（2001年）
- 積水ハウス「コンサルティングハウジング2003」（2003年）
- アリコジャパン「アリコの保険・私の理由篇」（2005年）
- JA共済
  - 「3Q訪問プロジェクト支援 第2弾 訪問する理由 篇」（2008年）
  - 「3Q訪問プロジェクト エール 篇」（2009年）
- 積水ハウス 住まいの参観日「音楽隊が行く」篇（2011年）
- メガネトップ眼鏡市場「巨大レンズ／特殊加工編」（2011年）
- 楽天市場「早い帰宅編」（2011年）
- 東京都医師会 都民公開講座「病院にて」篇（2012年）
- アフラック「まねきねこダックX かるがも行列篇」（2012年）
- BBIQ「auスマートバリュー・ストップモーション篇」（2014年）
- モンスターストライク「エヴァコラボ 碇ゲンドウ篇」（2015年）
- 三井ダイレクト損害保険「ビックスマイル篇」（2016年）
- 日本調剤「かかりつけ薬局」編（2016年 - 2019年）
- BS11「BS11の妖精」編（2018年 - 2019年）
- ケンタッキー・フライド・チキン 「ケンタお重」お正月篇（2019年 - 2022年）
- ニトリ「電動リクライニングベッド」ユーザーボイス篇（2022 - 2023年）
- 太陽生命「コンシェルジュ」篇（2023年）
- アサヒビール「歳暮ギフトボックス」お歳暮花鳥風月短編（2023年）[12]
- ノバルティスファーマ「LEQVIO」（2024年）[13]

### ラジオ
- 青春キャンパス (1984年、文化放送)
- MRO開局70周年記念特番 (2022年5月10日、北陸放送)
- ラジオドラマ「ふたりの老女」(2022年6月〜、ラジオフチューズ、ラジオ石巻、ラヂオきしわだ、FMいわき、FMかほく)